# Jakov Rafael Romić
Jakov Rafael Romić (Rakitno, Hercegovina, 20. srpnja 1939.), hrvatski domovinski i iseljenički književnik iz BiH

## Životopis
Rodio se je u Rakitnom. Osnovnu školu i klasičnu gimnaziju pohađao je u Dubrovniku, Zadru i Pazinu. U Pazinu i Zagrebu studirao je teologiju i završio licencijatom 1966. godine. Tijekom studija se je 1964. zaredio za svećenika kao član Franjevačke provincije sv. Jeronima. Poslije studija otišao je u Italiju i gdje je nastavio studij filozofije u Rimu, te ga završio doktoratom 1970. godine. Do 1975. predavao je na Franjevačkoj filozofiji u Dubrovniku, na Institutu za teološku kulturu laika u Zagrebu i na Filozofskom fakultetu Sveučilišta Antonianuma u Rimu. Potom je otišao u SAD i djelovao na hrvatskoj župi u New Yorku. Uz ostalo je pola godine vodio jedan hrvatski televizijski program i hrvatski vjerski radio-sat do 1980. godine. Te se je godine vratio u Europu i djelovao na jednoj njemačkoj župi u Wiesbadenu.
Sudionik u dijalozima kršćana i marksista. Povremeni suradnik časopisa: Svezaka, Jukića, Crkve u svijetu i Journal of Ecumenical Studies. Pisao je uglavnom filozofsko-teološke rasprave, razmišljanja i propovijedi, a okušao se i u poeziji.

## Djela
Objavio je samostalna izdanja:

- De dialogo inter marxistas et christianos, 1972.

- Personalistička etika, 1973.

- U Vremenu s Kristom (filozofsko-teološka razmišljanja), 1976.

- Otuđenje banovina slobode (pjesme), 1980.

- Gedanken zur Freiheit (njemačka verzija knige "Poticaji na razmišljanje o slobodi"), 1985.

- Sloboda ko sudbina (pjesme), 1988.

- Libertas (prijevod na njemački nekih pjesama iz gornje dvije zbirke), 1990.,2. izd. 1992.

- Poticaji na razmišljanje o slobodi, 1991.

- Koraci prema slobodi (sabrana i dorađena priješnja tri djela: Personalistička etika, U vremenu s Kristom i Poticaji), 1994. 

## Nagrade i priznanja
- Šimun Šito Ćorić uvrstio ga je u svoju antologiju 60 hrvatskih emigrantskih pisaca.[1]